# Hrast plutnjak
Hrast plutnjak (lat. Quercus suber) je bjelogorično drvo iz roda hrastova porodice Fagaceae. 
Naraste od 16 do 20 m i više. Obično s grananjem počinje na 4 ili 5 m visine. Lišće je ovalno, tamnije zeleno s gornje strane, svjetlije s donje strane, ili sa slabije izraženim liskama ili vidljivo nazubljenog ruba, dužine od 4 do 7 cm. Žirevi su smješteni u dugačkim kapicama s dugim tankim svijetlim ljuskama, a dužine su od 2 do 3 cm. Stablo može doživjeti i 500 godina starosti. 

## Plutnjak u Hrvatskoj
U Hrvatskoj raste samo na jednom mjestu te na još nekim manjim izoliranim lokacijama. To je šuma Šijana u blizini Pule koju su zasadili hrvatski pomorci prije 200 godina. Pojedina osamljena stabla rastu u šumi Dundo na Rabu, u perivoju u Blatu na Korčuli te na otoku Mljetu.
Starija floristička literatura smatrala je da raste i na drugim mjestima po hrvatskom jadranskom primorju. Poslije se mišljenje promijenilo jer se pokazalo da se tu radi o tzv.
"lažnom plutnjaku" ili suplutnjaku (Q. pseudosuber Santi, mlađi sinonim za Quercus crenata Lam., koji se u današnjici smatra Q. suber i Q. cerris, odnosno Q. suber i Q. macrolepis).
Pomutnja je nastala zbog krivih vjerovanja u svezi s korom ovog hrasta, a radilo se o tome guli li se koru ili ne, zbog čega je ona glatka ili naborana. S obzirom na činjenicu da plutnjak oplutava u trećoj godini i poslije, a tustost pluta eksponencijski raste te doseže 3 cm, a to se pojavilo i kod primjeraka iz Hrvatske, nedvojbeno je utvrđeno da su to pravi plutnjaci, dok Quercus crenata nije zastupljen u hrvatskoj flori. 

## Namjena
Jedina je biljna vrsta od koje se dobiva pluto, najpoznatije kao prirodni materijal (koji je iznimno elastičan, vodootporan i hipoalergen) od kojega se izrađuju pluteni čepovi. Osobit je značaj imao prije izuma i široke uporabe plastičnih masa, jer je bio jedini učinkoviti izolacijski materijal za oblaganje unutarnjih zidova. Služio je kao sirovina za proizvodnju pojaseva za spašavanje na moru.
Od pluta se mogu izraditi razni praktični predmeti kao što su: namještaj, ruksak, kišobran, posuđe, prostirka za vježbanje, odjevni predmeti (šeširi, kape, potplati, cipele, papuče ili nakit). Primjena pluta je beskonačna!

## Zemljopisna raširenost
Na zapadnom dijelu sjeverne Afrike i jugu Španjolske raste kao samoniklo. Od davnih vremena se raširio diljem Sredozemlja uzgajanjem, radi dobivanja pluta.
Najbrojniji je u Portugalu, izuzev malog dijela na krajnjem sjeveru. Portugalske šume čine 34 % svih plutnjakovih šuma i zato ne čudi što je ova zemlja poznata po proizvodnji pluta i proizvoda od pluta. U Španjolskoj je plutnjak najbrojniji na istoku, a plutnjakove šume čine udio od 27 %. Prisutan je još na istoku i jugu Italije uključujući otoke Sardiniju i Siciliju. Na određenim lokacijama prisutan je na jugu Francuske što uključuje otok Korziku gdje mu se areal proteže na jugu i duž zapada. U Africi je prisutan na sjeveru Maroka, Alžira i u maloj mjeri u Tunisu. U Hrvatskoj je malobrojan. 

## Vanjske poveznice
|  | Zajednički poslužitelj ima stranicu o temi Quercus suber    |
|  | Zajednički poslužitelj ima još gradiva o temi Quercus suber |
|  | Wikivrste imaju podatke o taksonu Quercus suber             |